# Campionat de Catalunya

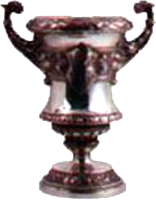
Trofee van het Campionat de Catalunya

Het Campionat de Catalunya of Catalaanse kampioenschap was een jaarlijks gehouden voetbalcompetitie tussen de voetbalclubs van de Spaanse regio Catalonië. Het toernooi werd van 1900 tot 1940 georganiseerd.

## Geschiedenis
Met de eerste Catalaanse competitie werd gestart in 1900 onder de naam Copa Macaya (vernoemd naar Alfons Macaya, president van Hispània FC en initiatiefnemer van de competitie), waarmee de Catalaanse voetbalcompetitie de oudste is van Spanje. In 1903 ontstond een tweede Catalaanse competitie, de Copa Barcelona. Deze competitie werd slechts eenmaal gespeeld en na 1903 begon de Federació Catalana de Futbol de Catalaanse competitie te organiseren onder de naam Campionat de Catalunya. De winnaar van deze competitie plaatste zich voor de Copa del Rey, de Spaanse nationale beker. In 1917 werd de Campionat de Catalunya professioneel en werd een tweede divisie opgericht, de Campionat de Catalunya de Segona Categoria.
In 1928 ging de Primera División van start, een nationale competitie waarvan de Catalaanse clubs FC Barcelona, RCD Espanyol en CE Europa medeoprichters waren. Na de komst van de Primera División en andere nationale competities (o.a Segunda División A) werd het Campionat de Catalunya van minder groot belang. Onder het bewind van dictator Francisco Franco werd de eigen competitie van Catalonië in 1940 afgeschaft. In 1984 werd gestart met een nieuwe bekercompetitie, de Copa Generalitat. In 1988 veranderde de naam in het huidige Copa de Catalunya.

## Winnaars van het Campionat de Catalunya

### Copa Macaya
- 1901 Hispània FC
- 1902 FC Barcelona
- 1903 Club Español

### Copa Barcelona
- 1903 FC Barcelona

### Campionat de Catalunya
- 1904 Club Español
- 1905 FC Barcelona
- 1906 Club Español
- 1907 Club Español
- 1908 Club Español
- 1909 FC Barcelona
- 1910 FC Barcelona
- 1911 FC Barcelona
- 1912 RCD Español
- 1913 FC Espanya de Barcelona
- 1914 FC Espanya de Barcelona
- 1915 RCD Español
- 1916 FC Barcelona
- 1917 FC Espanya de Barcelona
- 1918 RCD Español
- 1919 FC Barcelona
- 1920 FC Barcelona
- 1921 FC Barcelona
- 1922 FC Barcelona
- 1923 CE Europa
- 1924 FC Barcelona
- 1925 FC Barcelona
- 1926 FC Barcelona
- 1927 FC Barcelona
- 1928 FC Barcelona
- 1929 RCD Español
- 1930 FC Barcelona
- 1931 FC Barcelona
- 1932 FC Barcelona
- 1933 CD Espanyol
- 1934 CE Sabadell
- 1935 FC Barcelona
- 1936 FC Barcelona
- 1937 CD Espanyol
- 1938 FC Barcelona
- 1939 niet gespeeld
- 1940 CD Espanyol

Federació Catalana de Futbol · Catalaans voetbalelftal · Catalaans vrouwenvoetbalelftal 

historische competities 

Campionat de Catalunya · Campionat de Catalunya de Segona Categoria · Trofeu Moscardó 

hedendaagse competities 

Copa de Catalunya · Tercera División Grupo 5 · Primera Divisió Catalana · Amateurvoetbal 